# Giulio Matteo Natali

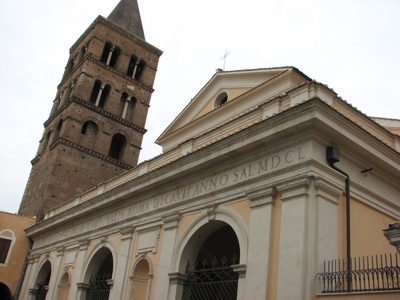
Kathedraal van Tivoli, Italië

Giulio Matteo Natali (Oletta, 30 november 1702 – Tivoli, 28 augustus 1782) was Corsicaan en bisschop van Tivoli in de Pauselijke Staat.
Zijn pseudoniem was Curzio Tulliano.

## Levensloop
Natali groeide op in het dorp Oletta in Corsica. Corsica maakte destijds deel uit van de Republiek Genua. Hij trok naar Rome waar hij priester werd gewijd in 1726. Vervolgens maakte hij carrière bij de Romeinse Curie.
Vooraleer hij bisschop was, publiceerde Natali een geschiedschrijving van Corsica. De titel van het werk was Disinganno intorno alla guerra di Corsica, met 1e druk in 1739. Onder de pseudoniem Curzio Tulliano publiceerde hij het boek in Keulen. Hij wijdde het boek aan een niet nader genoemde vriend die in Corsica woonde. In het boek prees hij de opstandelingen in Corsica die de tirannie van Genua bestookten. De jarenlange opstand der Corsicanen omschreef hij als een gerechtvaardigde strijd. De deugden van de opstandelingen stonden voor hem in tegenstelling tot de onrechtvaardigheid en brutaliteiten van de Republiek Genua. Na de publicatie van het boek werd de onafhankelijke Corsicaanse Republiek uitgeroepen (1755). Natali publiceerde nadien nog een vlugschrift ter ondersteuning van de onafhankelijkheid: Giustificazione della rivoluzione di Corsica, e della ferma risoluzione presa da Corsi di mai piú sottomettersi al dominio di Genova. Het was een al aanklacht tegen Genua.
In 1757 werd hij tot titulair bisschop gewijd van Abdera in Thracië. De wijding gebeurde door kardinaal Joaquin Fernandez de Portocarreo Mendoza. Deze kardinaal was titulair Latijns patriarch van Antiochië en bisschop van het suburbicair bisdom Sabina. Natali werd zijn hulpbisschop. Vervolgens werd Natali bevorderd tot bisschop in 1765 en kreeg hij de bisschopstroon van Tivoli, buiten Rome.
Zijn boek Disinganno kende succes in Italië. Het werd meermaals herdrukt. De Genuezen publiceerden op hun beurt de Anti-Curzio. Ze weerlegden de politieke argumenten van Curzio. De Anti-Curzio had geen succes. De Genuezen wisten ondertussen wie er schuilging achter Curzio. De Republiek Genua stuurde een huurmoordenaar naar Tivoli. Deze doodde bisschop Natali met drie dolksteken.
Hij werd in de kathedraal van Tivoli begraven (1782).
- Bibliothèque nationale de France: cb10740074r (data)
- International Standard Name Identifier: 0000 0000 7326 1747
- Istituto Centrale per il Catalogo Unico: BVEV091603
- Système universitaire de documentation: 109978986
- Virtual International Authority File: 71382491